# Dirty Duck
Dirty Duck är en undergroundserie skapad av amerikanen Bobby London 1971. Serien dök upp första gången i Air Pirates men publicerades sedermera i National Lampoon och från 1977 i herrtidningen Playboy, där den fortfarande går.   
1975 kom en tecknad film med Dirty Duck, men det var ett oauktoriserat användande av namnet och hade ingenting med serien att göra. London försökte, utan framgång, att stämma producenten Roger Corman och filmbolaget New World Pictures.  
Bobby London har fått flera utmärkelser för sin serie, bland annat Yellow Kid Award.  
Ett fåtal sidor publicerades på svenska i Etikett 1986.